# Hans Iven
Hans Iven (* 25. März 1928 in Birkesdorf; † 15. April 1997 in Düren) war ein deutscher Politiker (SPD).

## Leben und Beruf
Nach dem Besuch der Volksschule absolvierte Iven eine Lehre als Maschinenschlosser im Eisenbahnausbesserungswerk Jülich. Er hatte seit 1946 eine Tätigkeit als ehrenamtlicher Mitarbeiter in der Gewerkschaft inne, war seit 1951 Sekretär der Gewerkschaft der Eisenbahner Deutschlands und wurde im gleichen Jahr Angestellter beim Kreisausschuss Düren des DGB. Seit 1956 war er geschäftsführender Vorsitzender des DGB-Kreisausschusses Düren-Jülich. Vom 16. April 1970 bis 1983 war er erster Bundesbeauftragter für den Zivildienst.
1982 erhielt er das Bundesverdienstkreuz am Bande.

## Partei
Iven trat 1946 der SPD bei und baute eine Ortsgruppe der Falken auf. In der Diskussion um eine Vereinigung mit der KPD gehörte Iven zu den Gegnern einer Verschmelzung. Er war von 1952 bis 1954 Vorsitzender des SPD-Ortsvereins Düren. In den 1970er Jahren hatte er das Amt erneut inne. 1958 wurde er zum SPD-Kreisvorsitzenden gewählt und von 1960 bis 1971 war er Vorsitzender des SPD-Unterbezirks Düren-Jülich-Monschau-Schleiden.

## Abgeordneter
Iven war seit 1956 Ratsmitglied der Stadt Düren, wurde im gleichen Jahr in den Kreistag des Kreises Düren gewählt und war dort Sprecher der SPD-Fraktion. Dem Deutschen Bundestag gehörte er von 1957 bis 1969 an. Er war stets über die Landesliste Nordrhein-Westfalen ins Parlament eingezogen.